# Encinacorba
Encinacorba là một đô thị ở tỉnh Zaragoza, Aragon, Tây Ban Nha. Theo điều tra dân số 2004 của Viện thống kê Tây Ban Nha (INE), đô thị này có dân số là 294 người. Diện tích đô thị này là 36 ki-lô-mét vuông. Đô thị này nằm ở độ cao 762 m trên mực nước biển.